# 秦淮景
《秦淮景》是由陈其钢填词和作曲、徐惠芬、吳健芳和張建珍演唱的苏州话歌曲。此歌是电影《金陵十三钗》的插曲 。此歌改编自江南民间小调《无锡景》  。

## 翻唱
- 郁可唯，在湖南卫视《歌手2018 》终极淘汰赛演唱，并拿到观众票选第七名[7]
- 周深，在湖南卫视《歌手·当打之年》终极排位赛演唱，并拿到观众票选第三名[8]